# Amiral Kazatonov (frégate)
L'Amiral Flota Kazatonov (russe : Адмирал флота Касатонов) est une frégate de la classe Amiral Gorchkov en service dans la marine russe. Il est nommé en l'honneur d'un héros de l'Union soviétique, l'amiral Vladimir Kazatonov.

## Historique

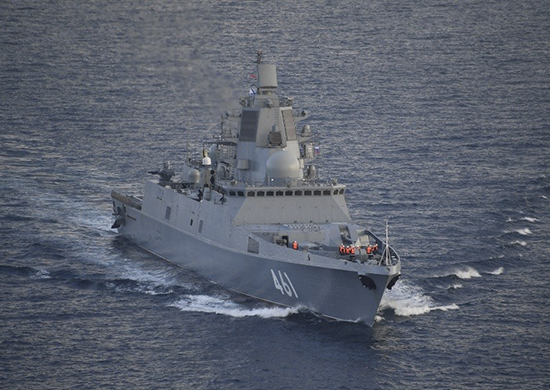
La frégate Amiral Kazatonov en juin 2021.

Sa quille est posée au chantier naval Severnaïa Verf à Saint-Pétersbourg le 26 novembre 2009, il est lancé le 12 décembre 2014 et mis en service le 21 juillet 2020. Après sa commission, le navire rejoint la 43e division de missiles de la flotte du Nord à Severomorsk,. En 2020, son numéro de coque 431 est remplacé par 461.
À la suite de sa mise en service, le navire mène des exercices anti-sous-marins en mer de Barents et, le 29 septembre 2020, tire un missile de croisière Kalibr depuis la mer Blanche contre une cible au sol située sur un champ d'entraînement dans la région d'Arkhangelsk,. Entre 2019 et 2020, il teste un nouveau système d'armes anti-sous-marin Otvet.
L'Amiral Kazatonov quitte son port d'attache de Severomorsk pour son premier déploiement à distance le 30 décembre 2020 en compagnie du remorqueur Nikolaï Tchiker sous le commandement du capitaine de 1er rang Vladimir Malakhovsky. Le 14 janvier 2021, le navire entre en mer Méditerranée par le détroit de Gibraltar, Le 18 janvier 2021, il effectue une visite en Algérie. Le 26 janvier 2021, le remorqueur accompagnateur Nikolaï Tchiker rejoint Limassol, à Chypre. Les deux navires visitent ensuite le port grec du Pirée le 3 février 2021 et, entre le 16 et le 18 février 2021, le port égyptien d'Alexandrie,. En février 2021, le pétrolier Vyazma rejoint le détachement de navires. Entre le 2 et le 4 mars, l'Amiral Kazatonov visite la base navale turque d'Aksaz (après la détérioration des relations Russie-OTAN en 2014, ces dernières années, les navires de guerre russes recommencent à visiter la Turquie - en 2019 et 2020, le Marechal Oustinov s'est rendu à Aksaz et Istanbul). Entre le 8 et le 10 mars, l'Amiral Kazatonov rejoint le port de Limassol.
Le 15 mars, le navire surveille le porte-hélicoptères d'assaut amphibie français Tonnerre, qui s'approcha de Chypre depuis la Crète,. Le groupe aéronaval de l'USS Dwight D. Eisenhower est également actif dans la région, après des exercices avec la marine grecque le 11 mars.
Du 23 au 26 mars, le navire retourne au port grec du Pirée pour participer aux commémorations du 200e anniversaire de l'indépendance grecque (célébration du 25 mars 1821).
Lors de l'invasion russe de l'Ukraine, le navire se voit refuser l'accès à la mer Noire après la fermeture des détroits des Dardanelles et du Bosphore par la Turquie. La frégate reste alors déployée avec d'autres forces navales russes en Méditerranée.
Fin novembre 2022, il appareille de Tartous, probablement pour suivre le porte-avions français Charles de Gaulle déployé en Méditerranée orientale. Début 2023, l'Amiral Kazatonov quitte la Méditerranée pour retourner à Severomorsk, accompagné du pétrolier Akademik Pachine. Le détachement atteint sa destination le 23 mars. Par la suite, la frégate organise des exercices de lutte anti-sous-marine en mer de Norvège le 10 avril 2023. Le 1er novembre, l'Amiral Kazatonov revient à Severomorsk après une maintenance à Severodvinsk.